# ژاک بالما

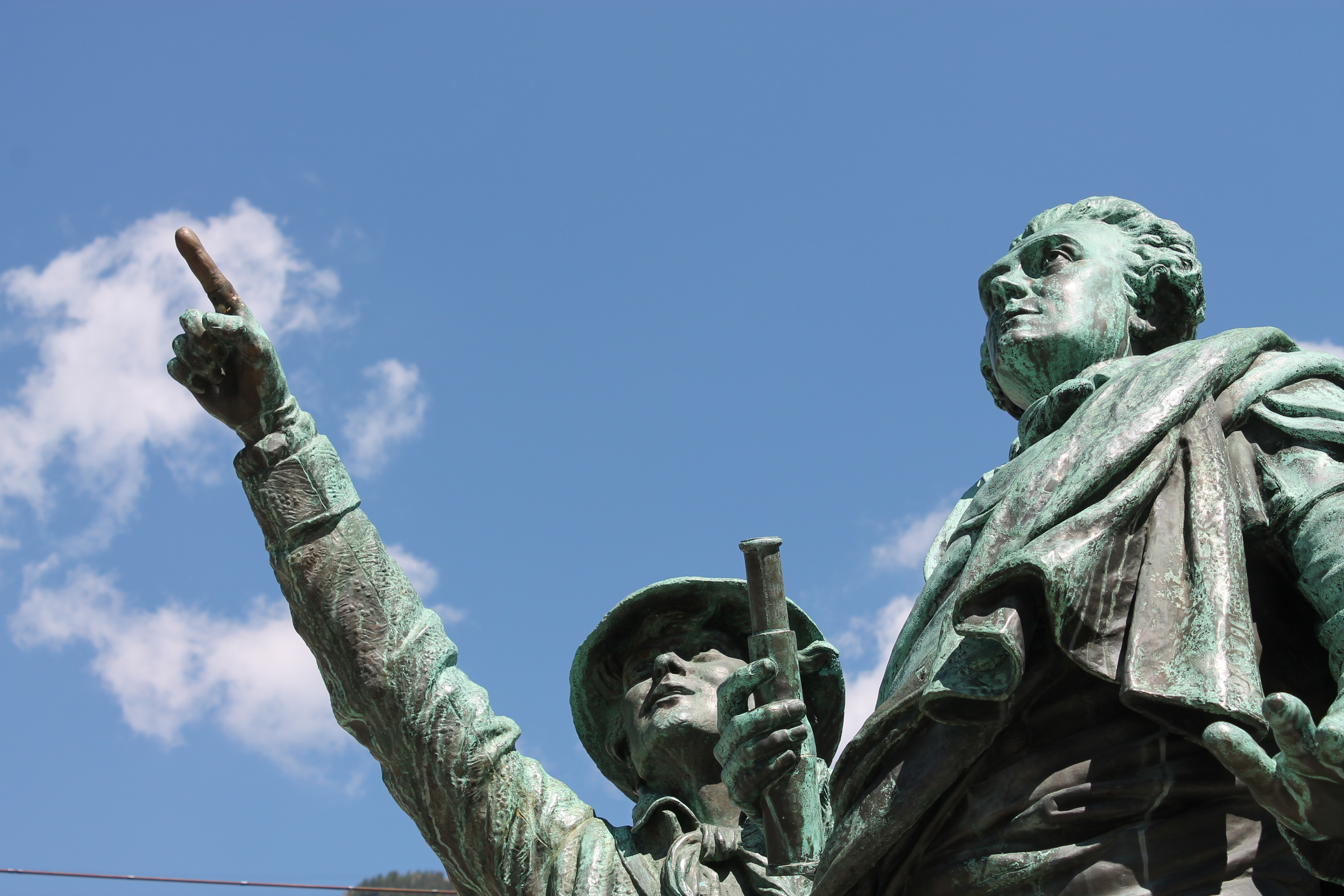
تندیس ژاک بالما (در سمت چپ) در کنار هورس بندیکت دو سوسور در شامونی

ژاک بالما (به فرانسوی: Jacques Balmat) (زادهٔ ۱۷۶۲- مرگ ۱۸۳۴ میلادی) ملقب به لو مون‌بلان (به فرانسوی: le Mont Blanc) کوهنورد اهل شامونی در ساووا در پادشاهی ساردنی بود. او نخستین فردی بود که توانست در صعودی به همراه ژان-گابریل پاکار در ۷ اوت ۱۸۷۶ میلادی به چکاد کوه مون‌بلان برسد و از این‌رو از سوی ویکتور آمده سوم -پادشاه ساردنی- لو مون‌بلان لقب گرفت.